# Constantin Fahlberg
Constantin Fahlberg (né le 22 décembre 1850 à Tambov, dans l'Empire russe, et décédé le 15 août 1910 à Nassau, en Allemagne) est un chimiste russe-allemand et l'inventeur de la saccharine.
Constantin Fahlberg analysa, en 1877-1878, les composés chimiques du goudron de houille pour le professeur Ira Remsen (1846-1927) à l'université Johns-Hopkins de Baltimore. Au cours de cette recherche, il découvrit le goût sucré de l'acide anhydroorthosulphaminebenzoique, un « corps » chimique auquel il donna ultérieurement le nom commercial de saccharine.

## Note
- (de) Cet article est partiellement ou en totalité issu de l’article de Wikipédia en allemand intitulé « Constantin Fahlberg » (voir la liste des auteurs).